# NGC 2144
NGC 2144 este o galaxie spirală situată în constelația Platoul. A fost descoperită în 17 ianuarie 1836 de către John Herschel.